# Alberico III Cybo-Malaspina
Alberico III Cybo-Malaspina (Massa, 30 agosto 1674 – Agnano, 20 novembre 1715), figlio di Carlo II Cybo-Malaspina, fu il terzo duca di Massa e principe di Carrara (1710–1715); essendo morto privo di eredi, gli succedé il fratello Alderano I Cybo-Malaspina.

## Biografia
Portava anche i titoli di principe del Sacro Romano Impero, quinto duca di Ferentillo, quarto duca di Ajello, conte palatino del Laterano, barone di Paduli, signore sovrano di Moneta ed Avenza, signore di Lago, Laghitello, Serra e Terrati, barone Romano, patrizio romano e patrizio genovese, patrizio di Pisa e Firenze, patrizio napoletano, nobile di Viterbo, maresciallo di campo del re di Francia.
Sposò a Genova nel 1698 Donna Nicoletta Clotilde Grillo (Genova 1681 - Bologna 1779), figlia di Don Marcantonio Grillo, Duca di Mondragone, Grande di Spagna di Prima Classe, Marchese di Clarafuente e Carpenetto, Magnate d'Ungheria, Patrizio Genovese, e di Maria Antonia Imperiale dei Baroni di Latiano. 
La coppia non ebbe figli e la duchessa si separò dal marito nel 1713, fuggendo da corte; il ducato andò al di lui fratello Alderano.

## Ascendenza
|                             |                    |                                    | Genitori                               |  |  | Nonni |  |  | Bisnonni               |  |  | Trisnonni               |  |
|                             |                    |                                    |                                        |  |  |       |  |  | Carlo I Cybo-Malaspina |  |  | Alderano Cybo-Malaspina |  |
|                             |                    |                                    |                                        |  |  |       |  |  | Carlo I Cybo-Malaspina |  |  | Alderano Cybo-Malaspina |  |
|                             |                    | Marfisa d'Este                     |                                        |  |  |       |  |  | Carlo I Cybo-Malaspina |  |  |                         |  |
| Alberico II Cybo-Malaspina  |                    |                                    |                                        |  |  |       |  |  | Carlo I Cybo-Malaspina |  |  |                         |  |
|                             |                    | Brigida Spinola, patrizia genovese | Giannettino Spinola, patrizio genovese |  |  |       |  |  |                        |  |  |                         |  |
|                             |                    | Brigida Spinola, patrizia genovese | Giannettino Spinola, patrizio genovese |  |  |       |  |  |                        |  |  |                         |  |
|                             |                    | Brigida Spinola, patrizia genovese | Diana De Mari, patrizia genovese       |  |  |       |  |  |                        |  |  |                         |  |
| Carlo II Cybo-Malaspina     |                    | Brigida Spinola, patrizia genovese |                                        |  |  |       |  |  |                        |  |  |                         |  |
|                             |                    | Alessandro I Pico della Mirandola  | Ludovico II Pico della Mirandola       |  |  |       |  |  |                        |  |  |                         |  |
|                             |                    | Alessandro I Pico della Mirandola  | Ludovico II Pico della Mirandola       |  |  |       |  |  |                        |  |  |                         |  |
|                             |                    | Alessandro I Pico della Mirandola  | Fulvia da Correggio                    |  |  |       |  |  |                        |  |  |                         |  |
| Fulvia Pico della Mirandola |                    | Alessandro I Pico della Mirandola  |                                        |  |  |       |  |  |                        |  |  |                         |  |
|                             |                    | Laura d'Este                       | Cesare d'Este                          |  |  |       |  |  |                        |  |  |                         |  |
|                             |                    | Laura d'Este                       | Cesare d'Este                          |  |  |       |  |  |                        |  |  |                         |  |
|                             |                    | Laura d'Este                       | Virginia de' Medici                    |  |  |       |  |  |                        |  |  |                         |  |
| Alberico III Cybo-Malaspina |                    | Laura d'Este                       |                                        |  |  |       |  |  |                        |  |  |                         |  |
|                             | Pamphilio Pamphili | Camillo Pamfili                    |                                        |  |  |       |  |  |                        |  |  |                         |  |
|                             | Pamphilio Pamphili | Camillo Pamfili                    |                                        |  |  |       |  |  |                        |  |  |                         |  |
|                             | Pamphilio Pamphili | Flaminia Cancellieri del Bufalo    |                                        |  |  |       |  |  |                        |  |  |                         |  |
| Cardinale Camillo Pamphili  | Pamphilio Pamphili |                                    |                                        |  |  |       |  |  |                        |  |  |                         |  |
|                             |                    | Olimpia Maidalchini                | Sforza Maidalchini                     |  |  |       |  |  |                        |  |  |                         |  |
|                             |                    | Olimpia Maidalchini                | Sforza Maidalchini                     |  |  |       |  |  |                        |  |  |                         |  |
|                             |                    | Olimpia Maidalchini                | Vittoria Gualtiero                     |  |  |       |  |  |                        |  |  |                         |  |
| Teresa Pamphili             |                    | Olimpia Maidalchini                |                                        |  |  |       |  |  |                        |  |  |                         |  |
|                             |                    | Giorgio Aldobrandini               | Gianfrancesco Aldobrandini             |  |  |       |  |  |                        |  |  |                         |  |
|                             |                    | Giorgio Aldobrandini               | Gianfrancesco Aldobrandini             |  |  |       |  |  |                        |  |  |                         |  |
|                             |                    | Giorgio Aldobrandini               | Margherita del Corno                   |  |  |       |  |  |                        |  |  |                         |  |
| Olimpia Aldobrandini        |                    | Giorgio Aldobrandini               |                                        |  |  |       |  |  |                        |  |  |                         |  |
|                             |                    | Ippolita Ludovisi                  | Orazio Ludovisi                        |  |  |       |  |  |                        |  |  |                         |  |
|                             |                    | Ippolita Ludovisi                  | Orazio Ludovisi                        |  |  |       |  |  |                        |  |  |                         |  |
|                             |                    | Ippolita Ludovisi                  | Lavinia Albergati                      |  |  |       |  |  |                        |  |  |                         |  |
|                             |                    | Ippolita Ludovisi                  |                                        |  |  |       |  |  |                        |  |  |                         |  |